# プリズマ (人工衛星)
プリズマ（Prisma）はスウェーデン宇宙公社による人工衛星プロジェクト。2機の小型衛星、マンゴ（Mango）とタンゴ（Tango）から成り、主な目的はフォーメーション飛行やランデブーなどの技術を試験することである 。
2010年6月15日、PICARDと共にロシアのヤースヌイ宇宙基地からドニエプル-1によって打ち上げられた。
2010年8月11日17時51分（UTC）、高度約800kmで2機の分離に成功した。2011年春まで軌道上での試験が行われる予定。